# Gustave Beernaerts
Gustave León Louis Beernaerts (Gent, 17 augustus 1887 – Basel, 1932) was een Belgische industrieel en ook actief binnen de Koninklijke Belgische Windhondenclub.

## Loopbaan

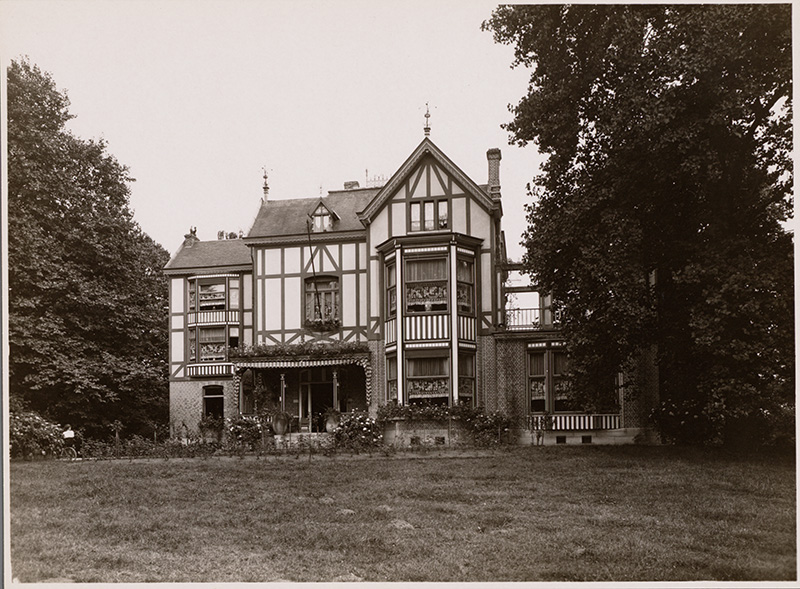
Villa van Gustave Beernaerts in Melle.

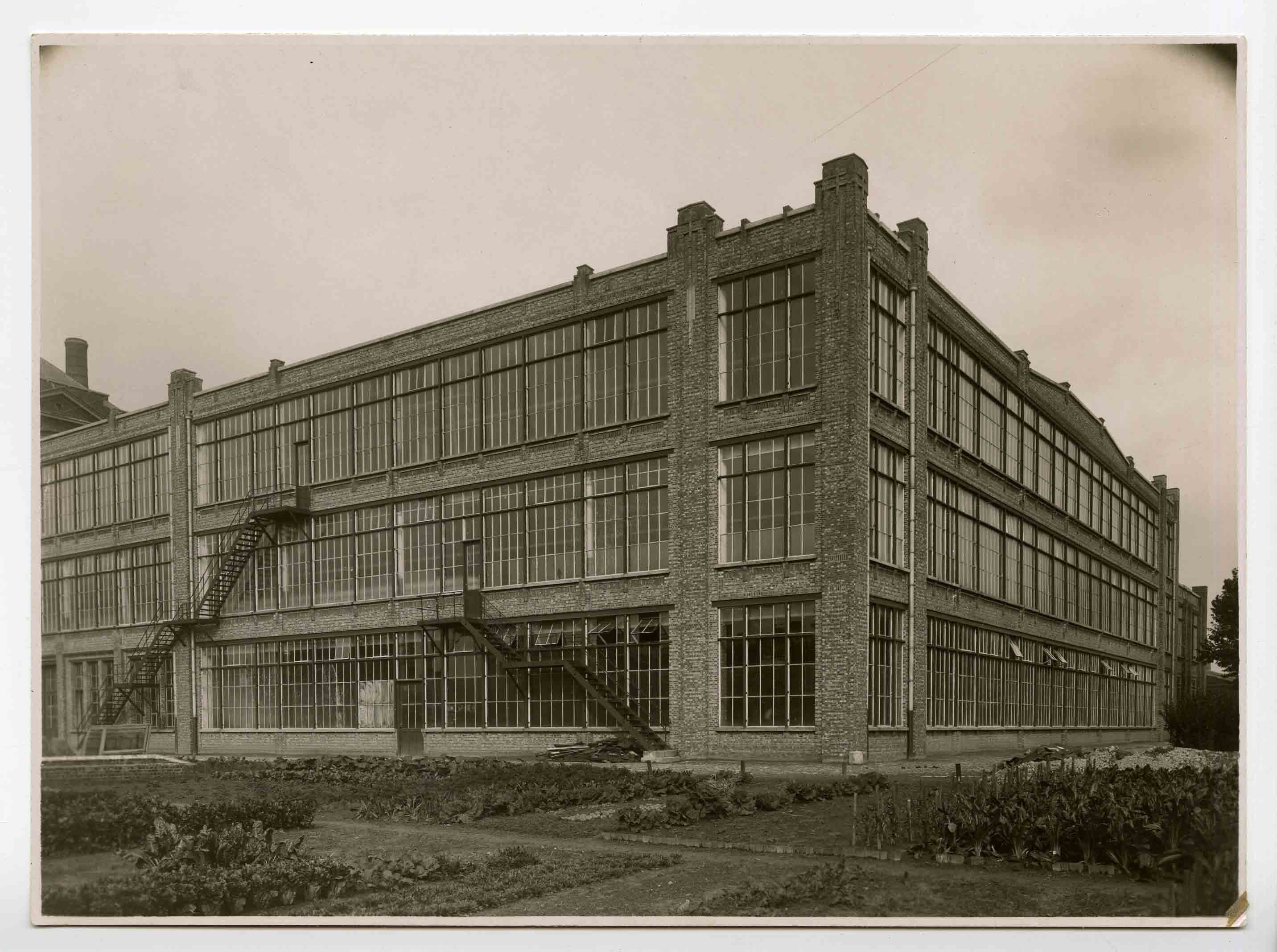
Katoenspinnerij Beernaerts Felix Anciens Etablissement nv in Gent

Als erfgenaam van Felix Beernaerts die op 16 maart 1912 in Gent overlijdt wordt Gustave Beernaerts medebestuurder van de Société Anonyme Anciens Etablissements Felix Beernaerts, met vestigingen in Gent en in de wijk Overbeke in  Wetteren. Op dat ogenblik is het bedrijf met in de vestigingen Gent en Wetteren 3000 weefgetouwen en 35000 spoelen een van de belangrijkste textielfabrieken in België.

## Privéleven
Gustave Beernaerts huwde op 28 juni 1910 met Pauline Alice Marie Deschamphelaere, dochter van Edmond De Schamphelaere. Hij bewoonde een villa in Melle, naar ontwerp van architect Achille Marchand. De plannen werden getekend in 1910. De bouw gebeurde in 1912.
Als windhondenfokker was Beernaerts betrokken bij de Koninklijke Belgische Windhondenclub, KBWC. Er werd een wedstrijd naar hem genoemd, de Grand Prix Gustave Beernaerts.
Op het familiegraf van Gustave Beernaerts bevindt zich een bronzen beeld van een barzoi of borzoi. Beernaerts was eigenaar van de hondenkennel Zwaenhoek, Chenil du Zwaenhoek.